# Industry (Pensilvânia)
Industry é um distrito localizado no estado norte-americano de Pensilvânia, no Condado de Beaver.

## Demografia
Segundo o censo norte-americano de 2000, a sua população era de 1921 habitantes.
Em 2006, foi estimada uma população de 1833, um decréscimo de 88 (-4.6%).

## Geografia
De acordo com o United States Census Bureau tem uma área de
27,4 km², dos quais 25,5 km² cobertos por terra e 1,9 km² cobertos por água.

## Localidades na vizinhança
O diagrama seguinte representa as localidades num raio de 8 km ao redor de Industry.